# 許仁
許仁（1478年—？），字子居，號安菴，直隸河間府交河縣人，民籍，明朝政治人物。

## 生平
正德五年（1510年）庚午科順天府鄉試第三名舉人。正德十二年（1517年）中式丁丑科會試第四十名，登第二甲第五十二名進士。礼部观政，授户部主事，升员外、郎中，出为山西大同府知府，改江西南康府，革职閑住。

## 家族
曾祖許仲和；祖父許春；父許聰，母張氏。具庆下。兄許佑、許佐（听选官）、弟許倌。